# Danilo Žerjal
Danilo Žerjal (tudi Daniel Cereali), slovenski atlet, * 11. februar 1919, Dutovlje, † 26. avgust 1984, Caracas.

## Življenjepis
Danilo Žerjal se je rodil v Dutovljah 11. februarja 1919, kjer je zaključil italijansko osnovno šolo. Že kot otrok je bil živahen, se veliko gibal, tekal in krepil svoje telo. Na gmajni je pogosto dvigoval kamenje, ga suval in metal, dokler mu starši niso kupili prave krogle in diska.
Resneje se je z atletiko začel ukvarjati leta 1939, med služenjem vojaškega roka na jugu Italije. Pridružil se je rimskemu športnemu klubu Fiamme Gialle in leto pozneje na italijanskem državnem prvenstvu v Torinu osvojil odlično tretje mesto v metu diska. Uspeh je ponovil na naslednjem prvenstvu v Rimu 1943.
Zaradi vojne je moral kot italijanski vojak v Albanijo. Tam so ga ob kapitulaciji Italije zajeli nemški vojaki in ga še z drugimi italijanskimi vojaki transportirali v Nemčijo, kjer je bil najprej zaprt v taborišču, nakar je ob premiku na jug Italije pobegnil in peš na skrivaj odšel domov, kjer se je v začetku januarja 1944 pridružil slovenskim partizanom, delujočim zlasti na območju Trnovskega gozda. Konec vojne je dočakal na svojih tleh z osvoboditvijo Primorske in Trsta, v katerem je 22. maja leta 1945 že nastopil na mednarodnem tekmovanju v metu diska.
Leta 1945 se je preselil v Beograd, kjer je tekmoval za elitni klub Partizan. Številni vrhunski rekordi in medalje na državnih in mednarodnih atletskih tekmovanjih so mu omogočili, da se je leta 1948 kot član jugoslovanske državne reprezentance udeležil olimpijskih iger v Londonu. V metu diska je v predtekmovanju dosegal dober rezultat, žal s centimetrskim prestopom, zaradi česar je obtičal na šestnajstem mestu. V naslednjih letih je zablestel zlasti v metu diska, kjer je postal državni prvak. Začel se je ukvarjati tudi z metom kladiva in kmalu dosegel velik napredek. Leta 1951 je prestopil k celjskemu atletskemu klubu Kladivar. Sedemkrat je osvojil naslov jugoslovanskega in dvakrat slovenskega prvaka.
Leta 1952 je zaradi težav z oblastmi prebegnil v Italijo. Po tem neljubem dogodku so Žerjala izbrisali iz vseh športnih dokumentov. Dosledno so mu izbrisali vse rekorde in rezultate in postopoma tudi iz nacionalnega spomina. S priimkom Cereali se je pridružil klubu A.S.D Atletica Gallaratese. Pet let življenja in tekmovanj v Italiji mu prineslo vrhunske medalje, priznanja in dva naslova italijanskega prvaka v metu kladiva. 
Atletsko aktivnost je v Italiji sklenil leta 1957 ko se je na povabilo bratranca preselil v Venezuelo. Tudi preko luže je bil kar 11 let venezuelski državni reprezentant in rekorder v metu diska in kladiva. Bil je prvak v kladivu na srednjeameriških igrah in v disku in kladivu na južnoameriških igrah in še pri 48 letih državni prvak v metu kladiva.
V Venezueli so ga slavili kot narodnega junaka. Ko je po koncu tekmovalne kariere postal trener mlajšim rodovom, je leta 1984 tragično umrl v prometni nesreči. Splet usode ni hotel, da bi se mu uresničil namen, da bi se v njemu ljubo Slovenijo, ki jo je vmes nekajkrat obiskal kot turist, jeseni leta, ko je umrl, vrnil tudi za stalno.
Po dolgih, skoraj 15-letnih birokratskih zapletih je družini uspelo, da so ga pokopali leta 1998 v rojstni vasi, kjer so v čast in spomin na zaslužnega krajana poimenovali telovadnico osnovne šole Dutovlje.